# Tsetsebjwe
Tsetsebjwe è un villaggio del Botswana situato nel distretto Centrale, sottodistretto di Bobonong. Il villaggio, secondo il censimento del 2011, conta 4.393 abitanti.

## Località
Nel territorio del villaggio sono presenti le seguenti 20 località:
- Chuchu di 1 abitante,
- Gwagwa di 6 abitanti,
- Kurwaneng di 15 abitanti,
- Majwanamatshwaana di 6 abitanti,
- Manamatshwana,
- Matsetsejwana di 6 abitanti,
- Metsibotlhoko di 174 abitanti,
- Mmadepo di 2 abitanti,
- Mmadipitse di 21 abitanti,
- Mmamaunatlala Lands di 30 abitanti,
- Mmankwe di 18 abitanti,
- Mokgojwe,
- Pelo-ya-Naga di 28 abitanti,
- Phakwe di 92 abitanti,
- Semela di 11 abitanti,
- Sepalamoriri di 7 abitanti,
- Sephephe di 30 abitanti,
- Sikare di 4 abitanti,
- Tsetsejwe cattle post di 2 abitanti,
- Tshilong di 2 abitanti